# Beauregard-l’Évêque
Beauregard-l’Évêque település Franciaországban, Puy-de-Dôme megyében. Lakosainak száma 1584 fő (2022. január 1.). Beauregard-l’Évêque Joze, Bouzel, Culhat, Lempty, Les Martres-d’Artière, Pont-du-Château, Seychalles és Vertaizon községekkel határos.

## Népesség
A település népességének változása:
| Lakosok száma | 1370 | 1444 | 1499 | 1518 | 1528 | 1537 | 1547 | 1577 | 1584 |
|               | 2013 | 2015 | 2016 | 2017 | 2018 | 2019 | 2020 | 2021 | 2022 |